# Mariano Ruiz de Arana y Osorio de Moscoso
Mariano Ruiz de Arana y Osorio de Moscoso (Madrid, 1861-Biarritz, 1953), conocido por su título nobiliario de duque de Baena, fue un político español, diputado por Baza en las Cortes de la Restauración.

## Biografía
Nació el 7 de diciembre de 1861 en Madrid. Duque de Baena, también ostentó los títulos nobiliarios de marqués de Villamanrique, conde de Sevilla la Nueva y vizconde de Mamblas.  Fue gentilhombre de su majestad con ejercicio y servidumbre, además de caballero de la Real Maestranza de Zaragoza. Ocupó escaño de diputado a Cortes por Baza en varias legislaturas consecutivas.  Fue premiado con la cruz de primera clase de Beneficencia, con motivo de sus actos en relación con un incendio ocurrido en el Ministerio de Gracia y Justicia de Madrid el 13 de junio de 1885.  Militante del partido liberal, fue “amigo cariñoso” de Segismundo Moret y perteneció al Consejo de la compañía ferroviaria del Mediodía. Falleció el 9 de enero de 1953 en Biarritz.